# Forças de Defesa Nacional (Síria)
As Forças de Defesa Nacional (árabe: قوات الدفاع الوطني‎‎ Quwāt ad-Difāʿ al-Watanī; inglês: National Defence Forces, NDF) foi uma milícia, formada em 2012, organizada e apoiada pelo governo sírio de Bashar al-Assad.
Este grupo era formado por unidades espalhadas por várias províncias sírias, cada uma delas composta por voluntários locais dispostos a lutar contra rebeldes por vários motivos.

## História
Após o início da Guerra Civil Síria, diversas milícias pró-Bashar al-Assad surgiram pelo país, como os Comités Populares ou as temidas milícias Shabiha.
Com a fundação das NDF, o governo sírio pretendeu unificar todas as milícias pró-Assad sob um único comando, bem como, criar uma força paramilitar, baseada no ingresso voluntário, para assim, permitir que apoiantes do governo aderissem ao grupo.
A NDF, rapidamente, cresceu em influência militar, tornando-se uma poderosa organização, sendo, entretanto, integrada no Exército Árabe Sírio, bem como, vários dos seus membros serem integrados no aparato da segurança do governo Assad.
Apesar de analistas no Ocidente acusarem as NDF de serem uma organização sectária alauíta, na verdade, as NDF têm atraído membros sunitas, cristãos, drusos, além de alauítas, que se juntam às NDF para se defenderem do Estado Islâmico.

## Apoio externo
A criação das NDF foram, fortemente, apoiadas pelas Forças Quds do Irão. Analistas afirmam que as Forças Quds apoiaram a criação desta organização, pretendo modelar este grupo conforme as forças Basij do Irão.
O Hezbollah, também foi fundamental para a criação das NDF, treinando e armando muito dos seus membros.